# Saint-Jean-de-Sixt
Saint-Jean-de-Sixt är en kommun i departementet Haute-Savoie i regionen Auvergne-Rhône-Alpes i sydöstra Frankrike. Kommunen ligger i kantonen Thônes som tillhör arrondissementet Annecy. År 2022 hade Saint-Jean-de-Sixt 1 500 invånare.

## Befolkningsutveckling
Antalet invånare i kommunen Saint-Jean-de-Sixt
| Referens: INSEE |